# Edda Seippel
Edda Seippel, auch Edda Seippel-Forschbach (* 19. Dezember 1919 in Braunschweig; † 12. Mai 1993 in München) war eine deutsche Schauspielerin.

## Leben
Zusammen mit ihrem Bruder wuchs sie in Braunschweig auf, wo sie das Lyzeum Kleine Burg besuchte, aber aus eigenem Entschluss ohne Abschluss verließ. Mit elf Jahren wollte sie unbedingt Balletttänzerin werden. Sie erhielt eine Ballettausbildung und stand im Kabarett der Namenlosen bereits als Vierzehnjährige auf der Bühne. Sie arbeitete nach ihrer Schauspielausbildung vor allem am Theater. 1937 gab sie ihr Debüt am Theater Neustrelitz, wo sie bis 1938 blieb. Weitere Bühnenstationen waren die Wanderbühne Koblenz, das Deutsche Theater in Göttingen (1939/40) und das Theater Breslau (1940 bis 1942). Dann spielte sie 1942 bis 1946 und 1950 bis 1955 am Deutschen Schauspielhaus sowie 1946 bis 1949 an den Kammerspielen in Hamburg, 1949/50 am Staatstheater Stuttgart und 1956 bis 1958 an den Städtischen Bühnen Frankfurt. Danach war sie freischaffend und wirkte unter anderem 1962 an den Münchner Kammerspielen, zuletzt am Residenztheater.
Erst durch Theaterverfilmungen für das Fernsehen wurde sie in den 1960er Jahren einem breiteren Publikum bekannt. Für Peter Schamonis Film Schonzeit für Füchse erhielt sie als beste Nebendarstellerin 1966 das Filmband in Gold. Ihre bekannteste Rolle aber war die Rolle der Mutter Kempowski in den Verfilmungen der autobiografischen Romane Tadellöser & Wolff und Ein Kapitel für sich von Walter Kempowski unter der Regie von Eberhard Fechner in den 1970er Jahren. 1978 spielte sie eine Hauptrolle (Sophie von Quindt) in dem Mehrteiler Jauche und Levkojen nach dem gleichnamigen Roman von Christine Brückner, unter der Regie von Günter Gräwert. Auch in den Krimiserien Der Kommissar, Der Alte und Derrick hatte sie Gastauftritte.
1980 wurde ihr für ihr Fernsehschaffen die Goldene Kamera verliehen.
Herausragende Filmarbeiten für das Kino waren Frühlingssinfonie von Peter Schamoni als Mutter von Robert Schumann wie auch als Frau Tietze in Ödipussi (1988) von Loriot.
Edda Seippel starb am 12. Mai 1993 im Alter von 73 Jahren an den Folgen einer Krebserkrankung. Ihr Grab befindet sich auf dem Gemeindefriedhof von Gräfelfing im Landkreis München.

## Filmografie (Auswahl)
- 1940: Zwei Welten
- 1950: Die wunderschöne Galathee
- 1961: Schau heimwärts, Engel (Fernsehfilm)
- 1961: Ein Augenzeuge (Fernsehfilm)
- 1962: Die Feuertreppe (Fernsehfilm)
- 1963: Strandgeflüster (Fernsehfilm)
- 1963: Am Herzen kann man sich nicht kratzen (Fernsehfilm)
- 1964: Die Zofen (Fernsehfilm)
- 1965: Brooklyn-Ballade (Fernsehfilm)
- 1965: Ein Wintermärchen (Fernsehfilm)
- 1966: Schonzeit für Füchse
- 1966: Die gelehrten Frauen (Fernsehfilm)
- 1967: Der dritte Handschuh (Fernsehfilm)
- 1967: Ein Fremder klopft an (Fernsehfilm)
- 1969: Unser Doktor ist der Beste
- 1969: Mathilde Möhring (Fernsehfilm)
- 1970: Emilia Galotti
- 1970: Einladung ins Schloß (Fernsehfilm)
- 1971: Oliver (Fernsehfilm)
- 1971: Deutschstunde (Fernsehfilm)
- 1972: Ein Chirurg erinnert sich (Fernsehserie)
- 1973: Erntedankfest (Fernsehserie Ein Herz und eine Seele)
- 1973: Rudek (Fernsehserie Der Kommissar)
- 1973: Der rote Schal (Fernseh-Dreiteiler)
- 1973: Die Gräfin von Rathenow (Fernsehfilm)
- 1974: Eine ungeliebte Frau (Fernsehfilm)
- 1974: Die Kurpfuscherin (Fernsehfilm)
- 1974: Eine geschiedene Frau (Fernsehserie)
- 1974: Der zerbrochene Krug (Fernsehfilm)
- 1975: Tadellöser & Wolff (Fernsehserie)
- 1976: Aus nichtigem Anlass (Fernsehfilm)
- 1976: Die Marquise von O.
- 1976: Der Hofmeister (Fernsehfilm)
- 1977: Frisette (Fernsehserie Pariser Geschichten)
- 1977: Haben Sie nichts zu verzollen? (Fernsehfilm)
- 1977: Der Fall Winslow (Fernsehfilm)
- 1978: Unsere kleine Welt (Fernsehfilm)
- 1978: Der Pfingstausflug
- 1978: Jauche und Levkojen
- 1978: Geschichten zwischen Kiez und Ku’damm (Fernsehserie Großstadt-Miniaturen)
- 1979: Ein Kapitel für sich (Fernsehserie)
- 1979: Die Geburt
- 1980: Leute wie du und ich (Fernsehserie)
- 1980: Nirgendwo ist Poenichen (Fernseh-Mehrteiler)
- 1981: Es bleibt in der Familie (Fernsehfilm)
- 1982: Der Überfall (Fernsehserie Der Alte)
- 1983: Frühlingssinfonie
- 1983: Der Raub der Sabinerinnen (Fernsehfilm)
- 1983: Gin Romme (Fernsehfilm)
- 1984: Polizeiinspektion 1 – Der Experte
- 1984: Freundschaften (Fernsehfilm)
- 1984: Mensch Bachmann (Fernsehfilm)
- 1984: Heiraten ist immer ein Risiko (Fernsehfilm)
- 1986: Tür an Tür (Fernsehfilm)
- 1987: Spätes Glück (Fernsehserie Die Schwarzwaldklinik)
- 1987: Wer erschoss Boro? (Fernseh-Dreiteiler)
- 1988: Ödipussi
- 1988: Da läuft eine Riesensache (Fernsehserie Derrick)
- 1988: Ein ganz gewöhnlicher Mord (Fernsehserie Der Alte)
- 1989: Beim nächsten Mann wird alles anders
- 1989: Der Augenblick der Rache (Fernsehserie Der Alte)
- 1992: Es war alles ganz anders (Fernsehserie Der Alte)

## Hörspiele (Auswahl)
- 1949: Hans Egon Gerlach: Goethe erzählt sein Leben (3. Teil: Student in Leipzig) – Regie: Ludwig Cremer (Hörbild – NWDR Hamburg)
- 1954: Dylan Thomas: Unter dem Milchwald (Lily Smalls) – Regie: Fritz Schröder-Jahn (Original-Hörspiel – NWDR Hamburg)
- 1959: Herbert Leger – Der sonderbare Tag des Lord Grimsby – Regie: Klaus Stieringer (Hörspiel – Radio Bremen)
- 1961: Jan Rys: Verhöre (Frau Pam) – Regie: Fritz Schröder-Jahn (Hörspiel – NDR)
- 1967: Theodor Weißenborn: Korsakow (Herta Tobisch) – Regie: Raoul Wolfgang Schnell (Hörspiel – WDR)[6]
- 1977: Fred Kassack: Diskretion – Regie: Otto Kurth (Kriminalhörspiel – BR)